# Hahnenfußartige
Die Hahnenfußartigen (Ranunculales) sind eine Ordnung der Bedecktsamigen Pflanzen (Magnoliopsida). Sie sind die basalste Ordnung der Eudikotyledonen.

## Beschreibung
Die Ordnung der Ranunculales beinhaltet verholzende und krautige Pflanzen. Die Laubblätter sind häufig geteilt.  
Die Blütenorgane sind häufig zahlreich, die Anordnung ist schraubig oder wirtelig. Die Fruchtblätter sind häufig frei. In der Ordnung dürften die Kronblätter mehrmals unabhängig voneinander aus Staubblättern entstanden sein: In die Kronblätter führt nur ein Leitbündel, die Kronblätter stehen in den gleichen Parastichen wie die Staubblätter und ähneln diesen in der frühen Entwicklung. Auch sind sie häufig schildförmig. Die Pollen sind wie bei allen Eudikotylen tricolpat oder von dieser Form abgeleitet.
Sie sind besonders durch ein großes Spektrum an Benzylisochinolin-Alkaloiden gekennzeichnet. Ölzellen fehlen in dieser Ordnung.

## Systematik
Die Ranunculales stehen an der Basis der Eudikotyledonen und sind die Schwestergruppe aller anderen Eudikotyledonen. Die ältesten Fossilien sind rund 70 Millionen Jahre alte Vertreter der Menispermaceae, das Alter der Gruppe wird jedoch auf 120 Millionen Jahre geschätzt. 
Die Ordnung umfasst sieben Familien:
- Berberitzengewächse (Berberidaceae)
- Circaeasteraceae
- Schönulmengewächse (Eupteleaceae)
- Fingerfruchtgewächse (Lardizabalaceae)
- Mondsamengewächse (Menispermaceae)
- Mohngewächse (Papaveraceae)
- Hahnenfußgewächse (Ranunculaceae)

Das Kladogramm sieht folgendermaßen aus:
|  | Circaeasteraceae                       |
|  |                                        |
|  | Fingerfruchtgewächse (Lardizabalaceae) |
|  |                                        |

|  | Mondsamengewächse (Menispermaceae)                                                                        |
|  | |
|  | \| \| Berberitzengewächse (Berberidaceae) \| \| \| \| \| \| Hahnenfußgewächse (Ranunculaceae) \| \| \| \| |
|  | |
|  | Berberitzengewächse (Berberidaceae)                                                                       |
|  | |
|  | Hahnenfußgewächse (Ranunculaceae)                                                                         |
|  | |

|  | Berberitzengewächse (Berberidaceae) |
|  |                                     |
|  | Hahnenfußgewächse (Ranunculaceae)   |
|  |                                     |

|  | Circaeasteraceae                       |
|  |                                        |
|  | Fingerfruchtgewächse (Lardizabalaceae) |
|  |                                        |

|  | Mondsamengewächse (Menispermaceae)                                                                        |
|  | |
|  | \| \| Berberitzengewächse (Berberidaceae) \| \| \| \| \| \| Hahnenfußgewächse (Ranunculaceae) \| \| \| \| |
|  | |
|  | Berberitzengewächse (Berberidaceae)                                                                       |
|  | |
|  | Hahnenfußgewächse (Ranunculaceae)                                                                         |
|  | |

|  | Berberitzengewächse (Berberidaceae) |
|  |                                     |
|  | Hahnenfußgewächse (Ranunculaceae)   |
|  |                                     |

|  | Circaeasteraceae                       |
|  |                                        |
|  | Fingerfruchtgewächse (Lardizabalaceae) |
|  |                                        |

|  | Mondsamengewächse (Menispermaceae)                                                                        |
|  | |
|  | \| \| Berberitzengewächse (Berberidaceae) \| \| \| \| \| \| Hahnenfußgewächse (Ranunculaceae) \| \| \| \| |
|  | |
|  | Berberitzengewächse (Berberidaceae)                                                                       |
|  | |
|  | Hahnenfußgewächse (Ranunculaceae)                                                                         |
|  | |

|  | Berberitzengewächse (Berberidaceae) |
|  |                                     |
|  | Hahnenfußgewächse (Ranunculaceae)   |
|  |                                     |

|  | Circaeasteraceae                       |
|  |                                        |
|  | Fingerfruchtgewächse (Lardizabalaceae) |
|  |                                        |

|  | Mondsamengewächse (Menispermaceae)                                                                        |
|  | |
|  | \| \| Berberitzengewächse (Berberidaceae) \| \| \| \| \| \| Hahnenfußgewächse (Ranunculaceae) \| \| \| \| |
|  | |
|  | Berberitzengewächse (Berberidaceae)                                                                       |
|  | |
|  | Hahnenfußgewächse (Ranunculaceae)                                                                         |
|  | |

|  | Berberitzengewächse (Berberidaceae) |
|  |                                     |
|  | Hahnenfußgewächse (Ranunculaceae)   |
|  |                                     |

|  | Circaeasteraceae                       |
|  |                                        |
|  | Fingerfruchtgewächse (Lardizabalaceae) |
|  |                                        |

|  | Mondsamengewächse (Menispermaceae)                                                                        |
|  | |
|  | \| \| Berberitzengewächse (Berberidaceae) \| \| \| \| \| \| Hahnenfußgewächse (Ranunculaceae) \| \| \| \| |
|  | |
|  | Berberitzengewächse (Berberidaceae)                                                                       |
|  | |
|  | Hahnenfußgewächse (Ranunculaceae)                                                                         |
|  | |

|  | Berberitzengewächse (Berberidaceae) |
|  |                                     |
|  | Hahnenfußgewächse (Ranunculaceae)   |
|  |                                     |

|  | Circaeasteraceae                       |
|  |                                        |
|  | Fingerfruchtgewächse (Lardizabalaceae) |
|  |                                        |

|  | Mondsamengewächse (Menispermaceae)                                                                        |
|  | |
|  | \| \| Berberitzengewächse (Berberidaceae) \| \| \| \| \| \| Hahnenfußgewächse (Ranunculaceae) \| \| \| \| |
|  | |
|  | Berberitzengewächse (Berberidaceae)                                                                       |
|  | |
|  | Hahnenfußgewächse (Ranunculaceae)                                                                         |
|  | |

|  | Berberitzengewächse (Berberidaceae) |
|  |                                     |
|  | Hahnenfußgewächse (Ranunculaceae)   |
|  |                                     |

|  | Circaeasteraceae                       |
|  |                                        |
|  | Fingerfruchtgewächse (Lardizabalaceae) |
|  |                                        |

|  | Mondsamengewächse (Menispermaceae)                                                                        |
|  | |
|  | \| \| Berberitzengewächse (Berberidaceae) \| \| \| \| \| \| Hahnenfußgewächse (Ranunculaceae) \| \| \| \| |
|  | |
|  | Berberitzengewächse (Berberidaceae)                                                                       |
|  | |
|  | Hahnenfußgewächse (Ranunculaceae)                                                                         |
|  | |

|  | Berberitzengewächse (Berberidaceae) |
|  |                                     |
|  | Hahnenfußgewächse (Ranunculaceae)   |
|  |                                     |

|  | Circaeasteraceae                       |
|  |                                        |
|  | Fingerfruchtgewächse (Lardizabalaceae) |
|  |                                        |

|  | Mondsamengewächse (Menispermaceae)                                                                        |
|  | |
|  | \| \| Berberitzengewächse (Berberidaceae) \| \| \| \| \| \| Hahnenfußgewächse (Ranunculaceae) \| \| \| \| |
|  | |
|  | Berberitzengewächse (Berberidaceae)                                                                       |
|  | |
|  | Hahnenfußgewächse (Ranunculaceae)                                                                         |
|  | |

|  | Berberitzengewächse (Berberidaceae) |
|  |                                     |
|  | Hahnenfußgewächse (Ranunculaceae)   |
|  |                                     |